# Panhard & Levassor Type U6
Der Panhard & Levassor Type U6 ist ein frühes Pkw- und Nutzfahrzeugmodell. Hersteller war Panhard & Levassor in Frankreich.

## Beschreibung
Die Fahrzeuge haben einen von Arthur Constantin Krebs entwickelten Ottomotor. Im Motorcode „T4F“ steht das „T“ für diesen „Centaure allégé“ genannten Motor und die „4“ für die Anzahl der Zylinder.
Der Vierzylinder-Reihenmotor hat 100 mm Bohrung, 130 mm Hub und 4084 cm³ Hubraum. Er wurde auch 18 CV genannt. Die Leistung des Frontmotors wird über ein Vierganggetriebe und Ketten an die Hinterachse übertragen.
Der Radstand beträgt zwischen 277 cm und 313 cm.
Bekannt sind Kastenwagen, Pick-up und Krankenkraftwagen.
Im Mai 1909 gab es einen Prototyp. Die Produktion lief von Februar 1909 bis Oktober 1912 bei Pkw und von Januar 1910 bis Dezember 1913 bei Nutzfahrzeugen. In den einzelnen Kalenderjahren wurden 1, 63, 30 und 12 Pkw hergestellt. Zusammen sind das 106 Pkw, von denen 45 exportiert wurden. Von den Nutzfahrzeugen entstanden in den einzelnen Kalenderjahren zwei, null, zwei und elf Fahrzeuge, kein Export.